# Caves
Caves es una localidad  y comuna francesa, situada en el departamento del Aude en la región de Languedoc-Rosellón. 
A sus habitantes se les conoce por el gentilicio Cavois.
La comuna es un centro de producción vinícola de vins de pays, equivalente a la categoría española de "vinos de la tierra" de la denominación de origen Vin de pays des Coteaux du Littoral Audois, establecida por Decreto 2000/848 del 1 de septiembre de 2000.

## Demografía
| 242 | 252 | 231 | 228 | 280 | 357 |
| Para los censos de 1962 a 1999 la población legal corresponde a la población sin duplicidades (Fuente: INSEE [Consultar]) |     |     |     |     |     |

(Población sans doubles comptes según la metodología del INSEE).